# Orden de la Cruz
Ordo Crucis, en castellano «Orden de la Cruz», es una orden religiosa luterana, de la Iglesia de Noruega, fundada por Hans Ording y Alex Johnson, en 1933.

## Historia

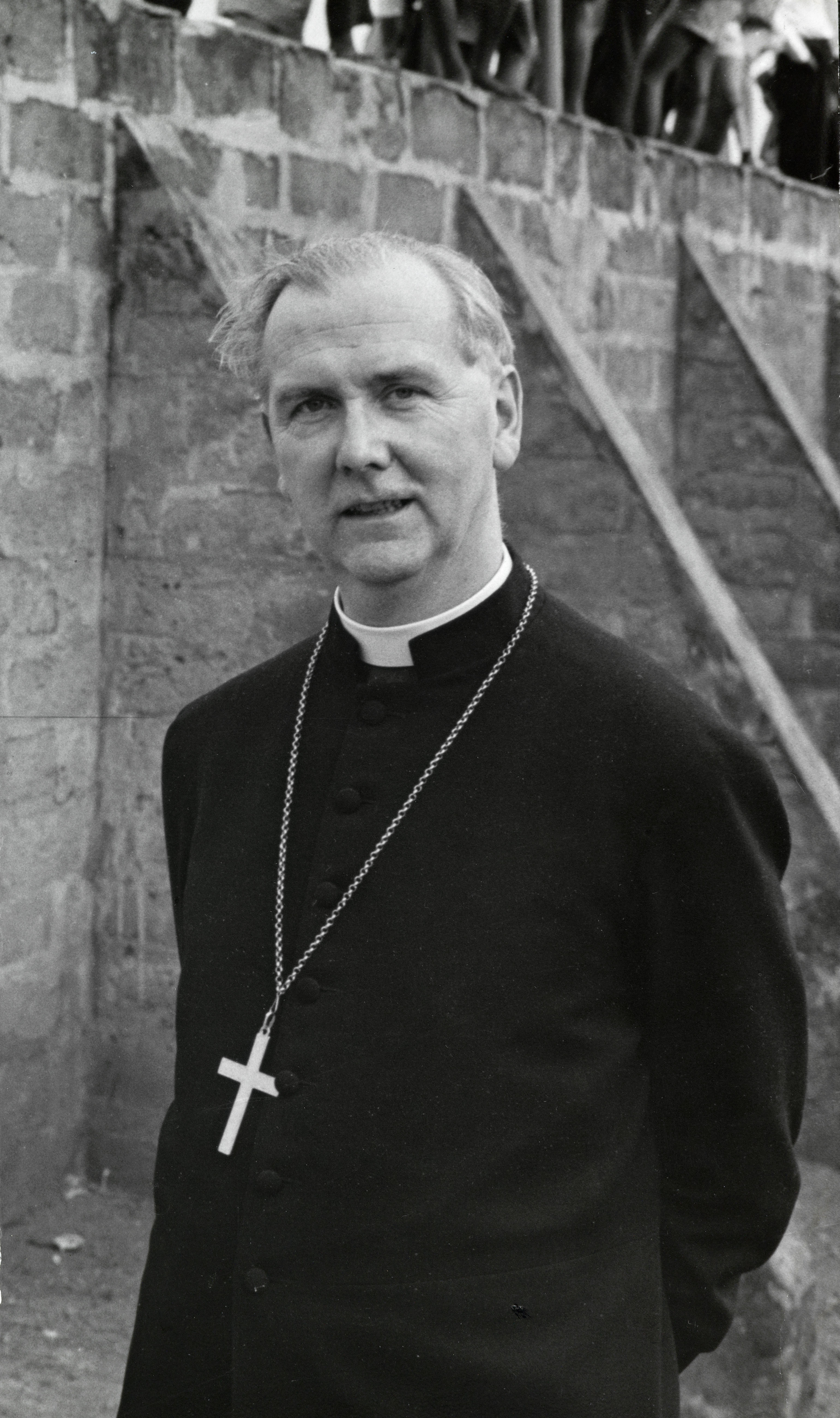
Kaare Støylen (1909-1989), obispo luterano de Oslo y primado de la Iglesia de Noruega, era miembro de la Orden.

El origen de la Orden de la Cruz (Ordo Crucis) se remonta a 1933, cuando algunos miembros de la Iglesia de Noruega, en Oslo, se reunieron con el fin de crear una comunión más estrecha entre pastores, teólogos y laicos, planteándose como objetivo la unidad de la Iglesia, sin particularismos, intentando descubrir elementos comunes de las iglesias cristianas y redescubrir y restablecer los sacramentos de la Eucaristía y de la confesión privada. De ese modo, el 26 de abril de ese mismo año, dieron inicio a la orden, una de las primeras en el seno del luteranismo, luego de la Reforma protestante. Entre sus fundadores se cuentan Hans Ording, profesor de la Facultad de Teología de la Universidad de Oslo, y Alex Johnson, párroco de Odd Godal, más tarde obispo de Hamar.
Entre los miembros más destacados de la orden se encuentran los teólogos Torgeir Havgar, Egil A. Wyller e Inge Lønning. Algunos obispos de la Iglesia de Noruega han salido de las filas del instituto, como Alex Johnson, Kaare Støylen, Tord Godal, Per Lønning, Sigurd Oseberg y Fredrik Grønningsæter. Abiertos al diálogo ecuménico, al instituto han ingresado miembros de otras denominaciones cristianas. Las críticas a este movimiento en el seno de la Iglesia de Noruega han sido bastantes duras, al punto de considerarlos, inicialmente, como una infiltración católica en la iglesia estatal. Durante la Segunda Guerra Mundial el instituto hacía parte de la resistencia contra el expansionismo nazi.

## Organización
La Orden de la Cruz es un instituto luterano centralizado, cuyo gobierno es colegial, compuesto por un pastor y dos fiduciarios, elegidos por un periodo de dos años.
La membresía del grupo está compuesta por hombres y mujeres, pastores y laicos y se dedican a buscar medios que sirvan para la unidad de la Iglesia. La espiritualidad del instituto se basa en una regla de vida propia. Están presentes solo en Noruega.